# Чобаноаја (Бузау)
Чобаноаја (рум. Ciobănoaia) насеље је у Румунији у округу Бузау у општини Мереј. Oпштина се налази на надморској висини од 142 m.

## Становништво
Према подацима из 2002. године у насељу је живело 173 становника, од којих су сви румунске националности.